# Norraca luzonica
Norraca luzonica är en fjärilsart som beskrevs av Alexander Schintlmeister 1993. Norraca luzonica ingår i släktet Norraca och familjen tandspinnare. Inga underarter finns listade i Catalogue of Life.